# Mesochorus perugianus
Mesochorus perugianus är en stekelart som beskrevs av Schwenke 1999. Mesochorus perugianus ingår i släktet Mesochorus och familjen brokparasitsteklar. Inga underarter finns listade i Catalogue of Life.